# Ranunculus polystichus
Ranunculus polystichus är en ranunkelväxtart som beskrevs av Alicia Lourteig. Ranunculus polystichus ingår i släktet ranunkler, och familjen ranunkelväxter. Inga underarter finns listade i Catalogue of Life.